# Внезапный паводок
Внезапный паводок — кратковременный быстро развивающийся паводок, который может быть вызван выпадением обильных осадков, резким таянием снегов, обрушением плотины или прорывом ледяного затора. Особенностью внезапных паводков является быстрое увеличение уровня воды. Внезапные паводки часто сопровождаются значительными наводнениями и являются одним из наиболее опасных явлений природы.

## Наиболее известные проявления внезапных паводков
- Наводнение в г. Рэпид-сити[англ.], Южная Дакота, США 9 июня 1972 г.
- Паводок в каньоне Биг Томпсон[англ.], Колорадо, США 31 июля 1976 г.
- Наводнение в г. Крымск Краснодарского края 7 июля 2012 г.
- Наводнение в Хайдарабаде (2020), Хайдарабад, Индия 14-18 октября 2020 г.